# Wade (Maine)
Wade ist eine Town im Aroostook County des Bundesstaates Maine in den Vereinigten Staaten. Im Jahr 2020 lebten dort 229 Einwohner in 129 Haushalten auf einer Fläche von 94,2 km². Wade besitzt keine eigene Verwaltung, dies erfolgt vom nahen Washburn.

## Geografie
Nach den Angaben des United States Census Bureaus hat Wade eine Fläche von 94,2 km², wovon 93,5 km² aus Land und 0,7 km² aus Gewässern bestehen.

### Geografische Lage
Wade liegt im nordöstlichen Teil des Aroostook Countys. Der Aroostook River fließt durch das südliche Ortsgebiet, er hat mehrere kleinere Zuflüsse auf dem Gebiet der Town. Es gibt keine Seen in Wade. Die Oberfläche von Wade ist eher eben, es gibt keine höheren Erhebungen auf dem Gebiet der Town.

### Nachbargemeinden
Alle Entfernungen sind als Luftlinien zwischen den offiziellen Koordinaten der Orte aus der Volkszählung 2010 angegeben.
- Norden: Perham, 5,4 km
- Nordosten: Woodland, 14,8 km
- Osten: Washburn, 15,5 km
- Südosten: Mapleton, 15,7 km
- Süden: Ashland, 16,7 km
- Westen: Unorganized Territory von Square Lake, 17,6 km

Im Westen Wades liegen Gebiete, die nicht zur Besiedlung vorgesehen sind und keiner Verwaltung unterstehen. Sie sind allerdings zur späteren Verwendung oder für Großprojekte (z. B. dem Verlegen von Hochspannungstrassen von Elektrizitätswerken) in systematische Parzellen unterteilt.

### Stadtgliederung
Auf dem Gebiet der Town Wade gibt es nur eine Ansiedlung mit dem Namen North Wade.

### Klima
Die mittlere Durchschnittstemperatur in Wade liegt zwischen −11,7 °C (11° Fahrenheit) im Januar und 18,3 °C (65° Fahrenheit) im Juli. Damit ist der Ort gegenüber dem langjährigen Mittel der USA um etwa 10 Grad kühler. Die Schneefälle zwischen Oktober und Mai liegen mit über fünfeinhalb Metern knapp doppelt so hoch wie die mittlere Schneehöhe in den USA, die tägliche Sonnenscheindauer liegt am unteren Rand des Wertespektrums der USA.

## Geschichte
Wade wurde 1846 besiedelt und das Gebiet wurde zunächst als Township T13 R4 WELS bezeichnet. 1861 wurde Wade als Plantation organisiert, damit die Bewohner von Wade das Wahlrecht erhielten. 1874 wurde der Ort dauerhaft als Plantation anerkannt, am 4. März 1913 erhielt er den Status Town. Der Ort war zeitweise auch unter den Namen Garden Creek Plantation und Dunntown, Wade bekannt.

### Einwohnerentwicklung
| Volkszählungsergebnisse – Town of Wade, Maine | Volkszählungsergebnisse – Town of Wade, Maine | Volkszählungsergebnisse – Town of Wade, Maine | Volkszählungsergebnisse – Town of Wade, Maine | Volkszählungsergebnisse – Town of Wade, Maine | Volkszählungsergebnisse – Town of Wade, Maine | Volkszählungsergebnisse – Town of Wade, Maine | Volkszählungsergebnisse – Town of Wade, Maine | Volkszählungsergebnisse – Town of Wade, Maine | Volkszählungsergebnisse – Town of Wade, Maine | Volkszählungsergebnisse – Town of Wade, Maine |
| Jahr                                          | 1800                                          | 1810                                          | 1820                                          | 1830                                          | 1840                                          | 1850                                          | 1860                                          | 1870                                          | 1880                                          | 1890                                          |
| --------------------------------------------- | --------------------------------------------- | --------------------------------------------- | --------------------------------------------- | --------------------------------------------- | --------------------------------------------- | --------------------------------------------- | --------------------------------------------- | --------------------------------------------- | --------------------------------------------- | --------------------------------------------- |
| Einwohner                                     |                                               |                                               |                                               |                                               |                                               |                                               |                                               | 76                                            | 131                                           | 158                                           |
| Jahr                                          | 1900                                          | 1910                                          | 1920                                          | 1930                                          | 1940                                          | 1950                                          | 1960                                          | 1970                                          | 1980                                          | 1990                                          |
| Einwohner                                     | 271                                           | 318                                           | 385                                           | 384                                           | 335                                           | 343                                           | 220                                           | 255                                           | 285                                           | 243                                           |
| Jahr                                          | 2000                                          | 2010                                          | 2020                                          | 2030                                          | 2040                                          | 2050                                          | 2060                                          | 2070                                          | 2080                                          | 2090                                          |
| Einwohner                                     | 250                                           | 283                                           | 229                                           |                                               |                                               |                                               |                                               |                                               |                                               |                                               |

## Wirtschaft und Infrastruktur

### Verkehr
Die Maine State Route 228 verläuft als einzige größere Straße durch die nordöstliche Ecke der Town. Sie führt von Washburn im Südosten nach Perham im Norden.

### Öffentliche Einrichtungen
Es gbit in Wade keine öffentliche Bücherei. Die nächstgelegene befindet sich in Caribou.
Das nächstgelegene Krankenhaus für die Bewohner von Wade befindet sich in Caribou.

### Bildung
Wade gehört mit Perham und Washburn zur MSAD 45.
Den Schulkindern stehen im Schulbezirk folgende Schulen zur Verfügung:
- David J Lyon Washburn District Elementary School in Washburn
- Washburn District High School